# بخش گوماتی
بخش گوماتی (به انگلیسی: Gomati district) یک منطقهٔ مسکونی در هند است که در تریپورا واقع شده‌است. بخش گوماتی ۱٬۵۲۲٫۸ کیلومتر مربع مساحت و ۴٬۴۱٬۵۳۸ نفر جمعیت دارد.